# Руско-шведски рат (1788—1790)
Руско-шведски рат (1788—1790) је био рат између Шведске и Русије од 1788. до 1790. године. Краљ Шведске Густав III је организовао излажирани напад на шведску караулу, што је искористио као повод за рат. Рат је завршио без победника, а водио се док је Русија водила далеко тежи рат са Турском.

## Позадина
Рат је потакао шведски краљ Густав III због домаћих политичких разлога. Веровао је да кратак рат опозицији неће дати другог излаза него да га подржи. Густав III је аутократски владао Шведском, након државног удара 1772, којим је окончао власт скупштине. 
Западне силе (Велика Британија, Холандија и Пруска) биле су забринуте због руске победе на почетку Руско-турског рата (1787—1792). Због тога су се залагале за рат на северу, да би одвукли пажњу руске царице Катарине Велике од јужног ратишта. На потицај западних сила Густав III је закључио савез са Турском у лето 1788. године.
Главни кројач шведске краљевске опере је 1788. добио налог да сашије један број руских војних униформи. Те униформе су преобучени Швеђани искористили да на руско-шведској граници излажирају напад 27. јуна 1788. на властиту граничну караулу у Пумали. Тај излажирани напад је изазвао бес у Стокхолму, па је скупштина била за рат и тако је краљ Густав III добио повод за објаву рата. Скупштина је одобрила стварање националне дужничке службе са циљем да се прикупе средства за рат. У Шведској је убрзо настала инфлација.

## Рат
Шведска је у почетку намеравала да изврши поморски напад на Санкт Петербург. Једна шведска армија је требало да напредује кроз Финску, а друга да се придружи шведској обалској флотили и да напредује дуж финске обале у Фински залив. Трећа армија је требало да плови заједно са шведском бојном флотом да би се искрцали код Ораниенбаума, одакле би напредовали до Санкт Петербурга.
Руска поморска флота под Самуилом Карловичем Грејгом пресрела је шведску флоту у Финском заливу код острва Гогланд и ту се 17. јула 1788. развила битка код Гогланда. Битка је завршила неодлучно, али Руси су том битком спречили шведско искрцавање, па је битка представљала неуспех за Шведску. Пошто је рат био непопуларан у Шведској вест о неуспеху потакла је побуну дела официра племићког порекла. 
Данска-Норвешка је по обавезама из споразума са Русијом објавила рат Шведској у августу 1788. године. Норвешка војска је брзо извршила инвазију Шведске и победила је у бици на мосту Квиструм. Уследила је дипломатска иницијатива Велике Британије и Пруске, које су извршиле притисак на Норвешку. Данска-Норвешка је закључила мир са Шведском 9. јула 1789. и прогласила се неутралном страном.
Две подједнако јаке бојне флоте су се поново среле у бици код Аланда 25. јула 1789. године. Битка је завршила без победника. Месеца дана касније, 24. августа 1789, руски вицеадмирал Насау-Зиген је одлучујуће победио шведску обалну флотилу у Првој бици код Швенскунда.
Краљ Густав III је 1790. оживео план да се искрца близу Санкт Петербурга. Намера је била да се искрца крај Виборга. Одмах је имао проблема, јер је Шведска је била поражена 13. маја 1790. у нападу на руску флоту у бици код Ревала. Пропао је и напад на руску флоту крај Кронштата почетком јуна. Шведска бојна флота и флотила свеукупно од 400 бродова нашла су се у заливу Виборг, где их је месец дана блокирала Балтичка флота Василија Чичагова. Швеђани су се 3. јула скупо извукли из блокаде изгубивши 6 бојних бродова и 4 фрегате.
Шведска флота је отишла у Свеборг на опоравак, а шведска флотила је заузела одбрамбени поредак у Свенскрунду. Руси су 9. јула 1790. напали шведску флотилу у Другој бици код Свенскрунда. Руси су доживели катастрофу изгубивши трећину флотиле и 9.500 од 14.000 људи. Била је то највећа поморска победа Шведске и утрла је пут миру.
Русија се сложила са преговорима о миру, а рат је завршио споразумом у Варали 14. августа 1790. године.

## Последице
Руско-шведски рат је био релативно безначајан. Катарина Велика сматрала га је мањим ометањем, јер је у то доба водила много већи копнени рат са Турском, а била је забринута и револуционарним кретањима у Француској и Пољској.
Рат је само накратко решио проблеме шведског краља Густава III. Убијен је 1792, у атентату у опери. После пораза у Финском рату 1809, Шведска је предала Русији Финску, а у Шведској су извршене велике реформе.